# パウリアシ・マヌ
パウリアシ・マヌ（Pauliasi Manu、1987年12月23日 - ）は、トンガ・ヴァヴァウ諸島出身のラグビーユニオン選手。

## プロフィール
- ポジションはプロップ(PR)。
- 身長 185cm、体重 113kg

## 略歴
オークランド、ブルーズ、チーフス、カウンティーズ・マヌカウ、ブルーズを経て、2018年、日野レッドドルフィンズに加入。同年8月31日に行われたジャパンラグビートップリーグ第1節の宗像サニックスブルース戦にて先発出場で公式戦初出場を果たす。
また同年12月、スーパーラグビーサンウルブズに追加召集された。
2020年、日野レッドドルフィンズを退団した。